# 藤田佳代
藤田 佳代（ふじた かよ、1983年4月16日 - ）は、福井エフエム放送（FM福井）のアナウンサー。

## 概要
福井県越前市（旧武生市）出身。福井工業高等専門学校卒業後、東京のアナウンススクールを経て、2005年に福井エフエム放送入社。
2019年6月18日、自身が担当している『Life Is』において2018年に結婚し放送時点で妊娠していることを公表。6月で番組を降板することも公表した。なお、番組ブログでは『Life Is』に担当になった2012年からというウィキペディアの情報も記載した。なお、2019年8月から2020年6月まで出産・育児に伴い休職し、2020年7月に復職した（収録番組のみ出演）。

## 現在の担当番組
- クロダハウス presents しあわせ物語 - Lagom -（2020年7月 - ）

## 過去の担当番組
- Morning Liner（月曜・火曜担当）
- POWER STATION HOT40（2007年4月 - 2009年3月）
- Bloomin'（2009年4月 - 2012年3月）
- Life Is（月曜・火曜、2015年10月 - 2019年6月25日）
  - 2015年9月までは月曜 - 木曜担当。
- FUT Monthly Radio Program FUT LAB.（2017年10月 - 2019年7月）
- FM福井ニュース（不定期）